# Jean-Éric Vergne
Jean-Éric Vergne (* 25. dubna 1990 v Pontoise, Francie) je francouzský automobilový závodník, pilot Formule E a bývalý pilot Formule 1. Momentálně jezdí v šampionátu Formule E za tým DS Techeetah.

## Kompletní výsledky
| Legenda k tabulce | Legenda k tabulce                                                                       |
| Barva             | Výsledek                                                                                |
| ----------------- | --------------------------------------------------------------------------------------- |
| Zlatá             | Vítěz                                                                                   |
| Stříbrná          | 2. místo                                                                                |
| Bronzová          | 3. místo                                                                                |
| Zelená            | Bodované umístění                                                                       |
| Modrá             | Nebodované umístění                                                                     |
| Modrá             | Dokončil neklasifikován (NC)                                                            |
| Fialová           | Odstoupil (Ret)                                                                         |
| Červená           | Nekvalifikoval se (DNQ)                                                                 |
| Červená           | Nepředkvalifikoval se (DNPQ)                                                            |
| Černá             | Diskvalifikován (DSQ)                                                                   |
| Bílá              | Nestartoval (DNS)                                                                       |
| Bílá              | Závod zrušen (C)                                                                        |
| Světle modrá      | Pouze trénoval (PO)                                                                     |
| Světle modrá      | Páteční testovací jezdec (TD)                                                           |
| Bez barvy         | Netrénoval (DNP)                                                                        |
| Bez barvy         | Vyřazen (EX)                                                                            |
| Bez barvy         | Nepřijel (DNA)                                                                          |
| Bez barvy         | Odvolal účast (WD)                                                                      |
| Bez barvy         | Nezúčastnil se (prázdné)                                                                |
| Označení          | Význam                                                                                  |
| Tučnost           | Pole position                                                                           |
| Kurzíva           | Nejrychlejší kolo                                                                       |
| †                 | Jezdec nedojel do cíle, ale byl klasifikován, protože odjel více než 90 % délky závodu. |
| ‡                 | Byl udělován poloviční počet bodů, protože bylo odjeto méně než 75 % délky závodu.      |
| Horní index       | Umístění bodujících jezdců ve sprintu                                                   |

### Formule 1
| Rok  | Tým                 | Šasi            | Motor                  | 1      | 2       | 3       | 4       | 5       | 6       | 7      | 8       | 9       | 10     | 11     | 12      | 13      | 14      | 15     | 16     | 17     | 18     | 19      | 20    | Body | Umístění  |
| ---- | ------------------- | --------------- | ---------------------- | ------ | ------- | ------- | ------- | ------- | ------- | ------ | ------- | ------- | ------ | ------ | ------- | ------- | ------- | ------ | ------ | ------ | ------ | ------- | ----- | ---- | --------- |
| 2011 | Scuderia Toro Rosso | Toro Rosso STR6 | Ferrari 056 2.4 V8     | AUS    | MAL     | CHN     | TUR     | ESP     | MON     | CAN    | EUR     | GBR     | GER    | HUN    | BEL     | ITA     | SIN     | JPN    | KOR TD | IND    | ABU TD | BRA TD  |       | –    | –         |
| 2012 | Scuderia Toro Rosso | Toro Rosso STR7 | Ferrari 056 2.4 V8     | AUS 11 | MAL 8   | CHN 16  | BHR 14  | ESP 12  | MON 12  | CAN 15 | EUR Ret | GBR 14  | GER 14 | HUN 16 | BEL 8   | ITA Ret | SIN Ret | JPN 13 | KOR 8  | IND 15 | ABU 12 | USA Ret | BRA 8 | 16   | 17. místo |
| 2013 | Scuderia Toro Rosso | Toro Rosso STR8 | Ferrari 056 2.4 V8     | AUS 12 | MAL 10  | CHN 12  | BHR Ret | ESP Ret | MON 8   | CAN 6  | GBR Ret | GER Ret | HUN 12 | BEL 12 | ITA Ret | SIN 14  | KOR 18† | JPN 12 | IND 13 | ABU 17 | USA 16 | BRA 15  |       | 13   | 15. místo |
| 2014 | Scuderia Toro Rosso | Toro Rosso STR9 | Renault Energy F1-2014 | AUS 8  | MAL Ret | BHR Ret | CHN 12  | ESP Ret | MON Ret | CAN 8  | AUT Ret | GBR 10  | GER 13 | HUN 9  | BEL 11  | ITA 13  | SIN 6   | JPN 9  | RUS 13 | USA 10 | BRA 13 | ABU 12  |       | 22   | 13. místo |

### Formule E
| Rok     | Tým                | Šasi                 | Pohonná jednotka                 | 1       | 2       | 3       | 4      | 5       | 6       | 7       | 8     | 9     | 10     | 11      | 12     | 13    | Body | Umístění |
| ------- | ------------------ | -------------------- | -------------------------------- | ------- | ------- | ------- | ------ | ------- | ------- | ------- | ----- | ----- | ------ | ------- | ------ | ----- | ---- | -------- |
| 2014–15 | Andretti Autosport | Spark SRT01-e        | SRT01-e                          | BEI     | PUT     | PDE 14† | BNA 6  | MIA 18† | LBH 2   | MON Ret | BER 7 | MOS 4 | LON 3  | LON 16† |        |       | 70   | 7. místo |
| 2015–16 | DS Virgin Racing   | Spark SRT01-e        | Virgin Racing Engineering DSV-01 | BEI 12  | PUT Ret | PDE 7   | BNA 11 | MEX 16  | LBH 13  | PAR 2   | BER 5 | LON 3 | LON 8  |         |        |       | 56   | 9. místo |
| 2016–17 | Techeetah          | Spark SRT01-e        | Renault Z.E. 16                  | HKG Ret | MAR 8   | BUE 2   | MEX 2  | MON Ret | PAR Ret | BER 8   | BER 6 | NYC 2 | NYC 8  | MTL 2   | MTL 1  |       | 117  | 5. místo |
| 2017–18 | Techeetah          | Spark SRT01-e        | Renault Z.E. 17                  | HKG 2   | HKG 4   | MAR 5   | SAN 1  | MEX 5   | PDE 1   | ROM 5   | PAR 1 | BER 3 | ZUR 10 | NYC 5   | NYC 1  |       | 198  | 1. místo |
| 2018–19 | DS Techeetah       | Spark SRT05e         | DS E-TENSE FE19                  | ADR 2   | MAR 5   | SAN Ret | MEX 13 | HKG 13  | SNY 1   | ROM 14  | PAR 6 | MON 1 | BER 3  | BRN 1   | NYC 15 | NYC 7 | 136  | 1. místo |
| 2019–20 | DS Techeetah       | Spark-DS Automobiles | DS E-TENSE FE20                  | ADR Ret | ADR 8   | SAN Ret | MEX 4  | MRK 3   | BER NC  | BER 10  | BER 3 | BER 1 | BER 18 | BER 7   |        |       | 86   | 3. místo |